# Constantin Stanciu
Pour les articles homonymes, voir Stanciu.
Constantin Stanciu (né le 24 septembre 1907 et mort le 27 mars 1986) est un joueur international roumain de football.

## Biographie
Il évolue en attaque durant sa carrière tout d'abord au Venus FC Bucarest entre 1923 et 1935, avant de partir pour Juventus FC Bucarest entre 1935 et 1939. Il part ensuite finir sa carrière au Metalosport de Bucarest.
Il est également sélectionné pour disputer la coupe du monde 1930 en Uruguay avec la Roumanie, appelé par l'entraîneur roumain Costel Rădulescu, avec 19 autres joueurs.